# Младшие кшешувские анналы
Младшие кшешувские анналы лат. Annales grissowienses minores — написанные на латинском языке исторические записки цистерцианского монастыря в Кшешуве (Нижняя Силезия). Сохранились в рукописи XIV в. Охватывают период с 1292 по 1312 гг. Содержат главным образом сведения о времени смерти братьев и мирян кшешувской обители.

## Издания
- Annales grissowienses minores / ed. W. Arndt // MGH, SS. Bd. XIX. Hannover, 1866, p. 542[2].

## Переводы на русский язык
- Младшие кшешувские анналы в переводе А. С. Досаева на сайте Восточная литература